# Formosa do Sul
Formosa do Sul es un municipio brasileño del estado de Santa Catarina. Tiene una población estimada al 2022 de 2 682 habitantes. Forma parte de la Región metropolitana del Extremo Oeste.

## Toponimia
Formosa, derivación del latín para "hermosa", fue el nombre dado a la localidad por un sacerdote italiano en honor a la belleza del lugar.

## Historia
La localidad fue colonizada alrededor del 1953 por diferentes etnias, mayoritariamente italianos, provenientes de Río Grande del Sur. Además se encuentra influencia de los caboclo, mestizos brasileños. El 25 de septiembre de 1985, Formosa do Sul fue elevada a distrito de Quilombo, y se emancipó como municipio el 9 de enero de 1992.
Municipio rural, su economía se basa directamente en la agricultura, ganadería e industrias madereras.